# Wilson-Wolke

Luftaufnahme der Kernexplosion Baker, Operation Crossroads im Bikini-Atoll vom 25. Juli 1946 mit halbkugel(schalen)förmiger Wilson-Wolke, sichtbar ist hier nur ihre Außenseite

Eine Wilson-Wolke ist eine sich kugelschalenförmig ausbreitende Wolke aus Wassernebel, die der Stoßfront einer starken Explosion in feuchter Luft kurze Zeit und räumlich begrenzt nachfolgt. Ursache ist die Ausbildung eines Druckwellentals, in dem der Druck und damit die Temperatur deutlich tiefer liegen als in der ungestörten Umgebung.
Benannt wurde die Wilson-Wolke aufgrund des ähnlichen Effekts in der von Charles Thomson Rees Wilson entwickelten Wilsonschen Nebelkammer.

## Entstehungsmechanismus
Bei einer sehr starken Explosion, einer Detonation, bildet sich eine entsprechend starke (halb)kugelförmige Stoßwelle in der Umgebungsluft aus, die sich bis zu einem gewissen Radius ausdehnt. 
Dem Wellenberg dieser Druckwelle mit erhöhtem Druck folgt dabei unmittelbar ein Wellental mit reduziertem Druck nach. Durch die Druckabsenkung wird über eine adiabatische Zustandsänderung die Luft abgekühlt. War die Luft ursprünglich feucht genug und wird durch die erfolgende Absenkung der Temperatur der Kondensationspunkt unterschritten, so kann sich aus Wasserdampf in der Luft sichtbarer Nebel bilden.  Normalisiert sich mit dem Druck auch die Temperatur wieder, löst sich die Wolke wieder auf.
Keime, wie Staubpartikel oder Pollen erleichtern die Ausbildung von Nebeltröpfchen.

## Beispiele
Bei Kernwaffenexplosionen tritt der Effekt bei entsprechender Luftfeuchtigkeit auf, welche speziell bei Explosionen im oder über Wasser vorliegt. Beispiele sind etwa die US-Kernwaffentests im Bikini-Atoll. Die zu Beginn kuppelförmige Wilson-Wolke zerfällt später zu einer ringförmigen Wolke, bevor sie sich endgültig auflöst.
Ein Beispiel für eine nicht-nukleare Explosion, die den Effekt auslöste, ist die Explosionskatastrophe im Hafen von Beirut 2020.
Beim Vulkanausbruch auf La Palma 2021 wurde bei einer Kraterexplosion am 24. September 15.15 oder 14.15 Uhr auf einem Video für etwa 1 Sekunde eine sich halbkugelig ausbreitende Wilson-Wolke sichtbar, die den weiten Druckabfall unmittelbar hinter einer Druckstoßwelle anzeigt.